# Келугерень (Концешть, Димбовіца)
Келугерень, Келугерені (рум. Călugăreni) — село у повіті Димбовіца в Румунії. Входить до складу комуни Концешть.
Село розташоване на відстані 42 км на північний захід від Бухареста, 32 км на південний схід від Тирговіште, 107 км на південь від Брашова.

## Населення
За даними перепису населення 2002 року у селі проживали 209 осіб, усі — румуни. Усі жителі села рідною мовою назвали румунську.